# Montjay (Essonne)
Pour les articles homonymes, voir Montjay.
Montjay, qui est aujourd'hui devenu un lieu-dit, est un ancien village situé sur la commune de Bures-sur-Yvette, à proximité de la ville des Ulis.

## Le château de Montjay
Au bout d'une impasse nommée la Rue du château, se trouve l'entrée du parc et du château de Montjay. 
On peut y lire sur une plaque réalisée par la ville de Bures :
Dans ce hameau du fief de Bures, on relève dès 1494 "un manoir manable avec métairie", encore cité en 1600 comme un "hôtel seigneurial à deux étages". En 1738, le château s'entoure "d'une étoile en chênes et charmilles,  de prés, de vignes et de bois. Au XVIIIe siècle, il comporte une chapelle avec tribune et également un pavillon dit "pavillon des Amours" où les jeunes mariés passaient, dit-on, leur nuit de noces, le château aujourd' hui est laissé à l'abandon et tombe en ruines il est la propriété du Ministère de la Justice et fait partie depuis 1960 d'un établissement géré par la Protection judiciaire de la Jeunesse.
En 2024, la société Histoire et Patrimoine (du groupe Altarea) a présenté à la mairie de Bures sur Yvette un projet de restauration du site pour y intégrer des logements

## Le tunnel de Montjay

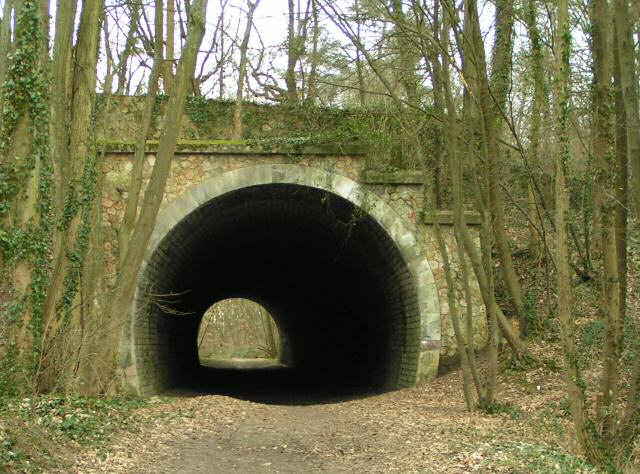
Le tunnel de Montjay

Aujourd'hui désaffecté, ce tunnel fut réalisé pour l'ancienne ligne de chemin de fer Paris-Chartres, (Ligne Paris-Chartres par Gallardon).

## LeViaduc des Fauvettes
Cet ouvrage de pierres, situé à proximité du tunnel de Montjay, est devenu depuis sa restauration un haut lieu d'escalade et de promenade.

## Sources
1. ↑  Extrait du site de la ville de Bures-sur-Yvette
2. ↑  « Quel devenir pour le Domaine de Montjay ? – Mairie de Bures-sur-Yvette » (consulté le 7 février 2025)